# Ore d'estate
Ore d'estate (L'Heure d'été) è un film francese del 2008 diretto da Olivier Assayas.